# Campos del Paraíso
Campos del Paraíso es un municipio español de la provincia de Cuenca, en la comunidad autónoma de Castilla-La Mancha. Cuenta con una población de 648 habitantes (INE 2024).
Está compuesto por los pueblos de Carrascosa del Campo, Valparaíso de Arriba, Valparaíso de Abajo, Loranca del Campo y Olmedilla del Campo.
El Ayuntamiento y cabeza del municipio se encuentra en Carrascosa del Campo.
El municipio se creó en 1971 por la fusión de los antiguos municipios de Carrascosa del Campo, Loranca del Campo, Olmedilla del Campo, Valparaíso de Abajo y Valparaíso de Arriba.

## Demografía
Campos del Paraíso cuenta con una población de 648 habitantes (INE 2024).
| Gráfica de evolución demográfica de Campos del Paraíso entre 1981 y 2021 |
| |
| Población de derecho según los censos de población del INE Población de hecho según los censos de población del INEEntre el censo de 1981 y el anterior, aparece este municipio porque se fusionan los municipios Carrascosa del Campo, Loranca del Campo, Olmedilla del Campo Valparaíso de Abajo y Valparaíso de Arriba |

## Administración
En el pueblo de Carrascosa del Campo está el Ayuntamiento de Campos del Paraíso. Los alcaldes del Régimen del 78 habidos hasta ahora en Campos del Paraíso son los siguientes:
| Periodo   | Nombre                          | Partido |
| --------- | ------------------------------- | ------- |
| 1979-1983 | José Andrés Medina Bonilla      | UCD     |
| 1983-1987 | Reyes Casero Plaza              | PSOE    |
| 1987-1991 | Tomás Valenciano Horcajada      | PP      |
| 1991-1995 | María García Saavedra Pérez     | PP      |
| 1995-1999 | María García Saavedra Pérez     | PP      |
| 1999-2003 | María García Saavedra Pérez     | PP      |
| 2003-2007 | María García Saavedra Pérez     | PP      |
| 2007-2011 | María García Saavedra Pérez     | PP      |
| 2011-2015 | César Fraile París              | UPCP    |
| 2015-2019 | Ana María García Plaza          | PP      |
| 2019-2023 | Roberto Cuevas Valenciano       | PSOE    |
| 2023-act. | Francisco Javier del Saz Perete | PP      |

### Elecciones locales 2023 en Campos del Paraíso
| Elecciones municipales del 28 de mayo de 2023 |       |         |            |
| Partido                                       | Votos | %       | Concejales |
| PP                                            | 207   | 50,12 % | 4          |
| PSOE                                          | 200   | 48,43 % | 3          |
| Vox                                           | 6     | 1,45 %  | 0          |

## Economía
La economía del municipio es principalmente agrícola. Geográficamente, su relieve es de cuestas.